# Naturbahnrodel-Weltmeisterschaft 1994
Die 9. FIL-Naturbahnrodel-Weltmeisterschaft fand vom 27. bis 30. Januar 1994 in Gsies in Südtirol (Italien) statt.

## Einsitzer Herren
| Platz | Name                | Zeit |
| ----- | ------------------- | ---- |
| 01    | Gerhard Pilz        | ?    |
| 02    | Franz Obrist        | ?    |
| 03    | Erhard Mahlknecht   | ?    |
| 04    | Manfred Gräber      | ?    |
| 05    | Herbert Pilz        | ?    |
| 06    | Gustav Gögele       | ?    |
| 07    | Willi Danklmaier    | ?    |
| 08    | Anton Blasbichler   | ?    |
| 09    | Martin Gruber       | ?    |
| 10    | Peter Lechner       | ?    |
| 11    | Simon Meinschad     | ?    |
| 12    | Andi Ruetz          | ?    |
| 13    | Toni Maurer         | ?    |
| 14    | Hans Noll           | ?    |
| 15    | Patrick Clemens     | ?    |
| 16    | Manfred Danklmaier  | ?    |
| 17    | Knut Solheim        | ?    |
| 18    | Ari Tuominen        | ?    |
| 19    | Marcus Grausam      | ?    |
| 20    | Erik Solheim        | ?    |
| 21    | Drago Česen         | ?    |
| 22    | Jaret Connolly      | ?    |
| 23    | Greg Guertin        | ?    |
| 24    | Marko Meglič        | ?    |
| 25    | Anton Karlsson      | ?    |
| 26    | Sergei Kwasnikow    | ?    |
| 27    | Michał Andrzejewski | ?    |
| 28    | Michael Kolesow     | ?    |
| 29    | Bogdan Vilman       | ?    |
| 30    | Timo Heikkilä       | ?    |
| 31    | Alexander Noskow    | ?    |
| 32    | Borut Fejfar        | ?    |
| 33    | Vili Rakovec        | ?    |
| 34    | Michael Törnquist   | ?    |
| 35    | Mike Williams       | ?    |
| 36    | Grega Spendov       | ?    |
| 37    | Franz Dreher        | ?    |
| 38    | David Fehr          | ?    |
| 39    | Lee Niven           | ?    |
| 40    | Ludwig Nöhmeier     | ?    |
| 41    | Shawn Bauman        | ?    |
| 42    | Mario Moravčík      | ?    |
| 43    | Frode Skjolingstad  | ?    |
| 44    | Michael Christerson | ?    |
| 45    | Ben Heijmeijer      | ?    |
| 46    | Peter Kurcinka      | ?    |
| 47    | Chris Millwater     | ?    |
| 48    | Eddy Dunlop         | ?    |
| 49    | Derek Goldthorpe    | ?    |
| 50    | Martin Robson       | ?    |
| 51    | Mitch Mitchell      | ?    |

Zum vierten Mal in Folge wurde der Österreicher Gerhard Pilz Weltmeister im Einsitzer der Herren. Hinter ihm folgen mit Franz Obrist und Erhard Mahlknecht zwei Italiener. Obrist hatte bei der letzten Weltmeisterschaft bereits die Bronzemedaille gewonnen, für Mahlknecht war es die einzige Medaille bei einer WM.

## Einsitzer Damen
| Platz | Name                | Zeit |
| ----- | ------------------- | ---- |
| 01    | Beatrix Mahlknecht  | ?    |
| 02    | Irene Zechner       | ?    |
| 03    | Doris Haselrieder   | ?    |
| 04    | Sonja Steinacher    | ?    |
| 05    | Elvira Holzknecht   | ?    |
| 06    | Irene Mitterstieler | ?    |
| 07    | Sandra Mariner      | ?    |
| 08    | Ljubow Panjutina    | ?    |
| 09    | Renate Hinteregger  | ?    |
| 10    | Joanna Korzeniowska | ?    |
| 11    | Sonja Dobson        | ?    |
| 12    | Tina Tolar          | ?    |
| 13    | Julia Subotina      | ?    |
| 14    | Tatjana Subotina    | ?    |
| 15    | Lorraine Thirsk     | ?    |
| 16    | Kaisu Mononen       | ?    |

Die Italienerin Beatrix Mahlknecht wurde Weltmeisterin im Einsitzer der Damen vor der amtierenden Europameisterin Irene Zechner aus Österreich, die schon bei den letzten zwei Weltmeisterschaften in die Medaillenränge kam. Dritte wurde die Italienerin Doris Haselrieder, die damit ihre einzige WM-Medaille gewann. Sie war 1991 Europameisterin gewesen. Die Titelverteidigerin Ljubow Panjutina aus Russland wurde Achte.

## Doppelsitzer
| Platz | Name                                         | Zeit |
| ----- | -------------------------------------------- | ---- |
| 01    | Manfred Gräber – Günther Steinhauser         | ?    |
| 02    | Jürgen Pezzi – Christian Hafner              | ?    |
| 03    | Roland Niedermair – Hubert Burger            | ?    |
| 04    | Tscheslaw Schumilow – Andrei Tschernezow     | ?    |
| 05    | Helmut Ruetz – Andi Ruetz                    | ?    |
| 06    | Michael Bischofer – Herbert Kögl             | ?    |
| 07    | Krzysztof Niewiadomski – Michał Andrzejewski | ?    |
| 08    | Franz Krassnig – Christian Krassnig          | ?    |
| 09    | Michael Kolesow – Alexei Goretov             | ?    |
| 10    | Grega Spendov – Bogdan Vilman                | ?    |

Wie bei allen Weltmeisterschaften zuvor, ging auch in diesem Jahr der Weltmeistertitel im Doppelsitzer an Italien. Zum zweiten Mal standen nur Italiener auf dem Siegerpodest. Die Goldmedaille gewannen Manfred Gräber und Günther Steinhauser, Silber ging an Jürgen Pezzi und Christian Hafner und Bronze an Roland Niedermair und Hubert Burger. Mit Ausnahme von Steinhauser, der bereits 1986 zusammen mit Arnold Lunger die Bronzemedaille gewonnen hatte, war es für alle die erste Medaille bei einer Weltmeisterschaft. Bei Europameisterschaften hatten alle sechs bereits Medaillen gewonnen.

## Medaillenspiegel
| Platz | Land       | Gold | Silber | Bronze | Gesamt |
| ----- | ---------- | ---- | ------ | ------ | ------ |
| 1.    | Italien    | 2    | 2      | 3      | 7      |
| 2.    | Österreich | 1    | 1      | —      | 2      |